# Tito Quinzio Capitolino Barbato
Tito Quinzio Capitolino Barbato (in latino Titus Quinctius Capitolinus Barbatus; fl. V secolo a.C.) è stato un politico e generale romano del V secolo a.C. appartenente alla Gens Quintia.

## Biografia
Fu il primo dei Quintii a raggiungere la carica di console, che ricoprì per ben sei volte.

### Primo consolato (471 a.C.)
Fu eletto console nel 471 a.C. con il collega Appio Claudio Sabino Inregillense, quest'ultimo eletto grazie all'appoggio dei patrizi, che si opponevano alla Lex Publilia Voleronis.
Durante il conflitto tra Patrizi e Plebei per l'approvazione della legge, Tito Quinzio assunse una posizione meno intransigente di quella del collega, risultando poi determinante nello stemperare le tensioni tra i due ordini, impedendo che si arrivasse a un conflitto aperto; il suo intervento risultò altrettanto determinante a salvare il collega dalla folla inferocita, durante uno dei comizi in cui si discuteva della legge..
Approvata la legge, ad Appio Claudio spettò il comando della campagna contro i Volsci e a Quinzio quella contro gli Equi. Infatti queste due popolazioni, come accadeva ogni qualvolta Roma era percorsa da tensioni e disordini sociali, ne avevano approfittato per compiere razzie e ruberie nei territori romani.
Diversamente dalla campagna contro i Volsci, una disfatta per i romani a causa delle tensioni esistenti tra Plebei, che costituivano la fanteria, e i Patrizi, cui appartenevano il console e gli ufficiali, la campagna contro gli Equi, si risolse positivamente, anche grazie alle azioni conciliatorie poste in essere dal console.

### Secondo consolato (468 a.C.)
Nel 468 a.C. venne eletto console insieme a Quinto Servilio Prisco con i soli voti dei patrizi, perché i plebei si rifiutarono di partecipare allo scrutinio.
A Quinto fu affidata la campagna contro i Sabini che avevano duramente saccheggiato i territori di Crustumerium, arrivando fin sotto porta Collina, mentre al collega fu affidata la campagna contro i Volsci ed Equi, alleatisi contro Roma.
Durante la campagna contro i Volsci, seppur partendo da una posizione di inferiorità numerica e di posizione, il console e il suo esercito riuscirono ad avere la meglio sul campo dei Volsci, che batterono in ritirata verso Anzio. Qui i romani posero l'assedio, riuscendo dopo pochi giorni a far capitolare la città, più che per l'azione militare, per la demoralizzazione che aveva colto i Volsci, dopo le sconfitte subite in campo aperto. Per questa impresa a Quinzio fu concesso il trionfo.

### Terzo consolato (465 a.C.)
Nel 465 a.C. venne eletto console per la terza volta, insieme a Quinto Fabio Vibulano, unico superstite della gens Fabia, al suo secondo consolato.
Insieme al collega console portò due eserciti romani nel territorio degli Equi, colpevoli di non aver mantenuto la pace con i romani, danneggiandoli con frequenti razzie. La battaglia che si svolse sul monte Algido fu favorevole ai romani, che posero l'assedio al campo nemico.
In quel frangente si registrarono ancora numerose razzie degli Equi nei territori romani, con grande paura tra i contadini. A questo stato di confusione pose rimedio Tito Quinzio, che messosi sulla tracce dei razziatori, li fece finire nella trappola predisposta da Quinto Fabio che li sconfisse definitivamente..
Durante l'anno a Roma si tenne il censimento il cui esito finale fu celebrato da Tito Quinzio.
(Tito Livio, Ab Urbe condita libri, Libro III,3.)

### Guerra contro gli Equi (464 a.C.)
Nel 464 a.C., consoli Spurio Furio Medullino Fuso e Aulo Postumio Albo Regillense, Roma entrò in guerra contro gli Equi, che minacciavano i territori degli alleati Ernici.
Il comando dell'esercito fu affidato a Furio Medullino, mentre Postumio rimaneva a Roma. Lo scontro avvenne nel territorio degli Ernici, e non fu favorevole ai romani, inferiori per numero, che per non soccombere, si ritirarono nel proprio accampamento, prontamente assediato dai nemici.A Roma si decise di affidare i soccorsi a Tito Quinzio, affidandogli poteri consolari, e si affidò all'altro console, Postumio, il compito di difendere i confini della città.
Tito Quinzio, rinforzato il proprio contingente con elementi prestati dagli alleati Latini ed Ernici, riuscì a prestare soccorso al console assediato, sbaragliando il campo nemico. Non solo, con una manovra a tenaglia, coordinando le proprie forze (comprensive di quelle sotto il comando di Furio), con quelle di Postumio, lasciate ai confini del territorio romano, riuscì ad infliggere notevoli perdite agli Equi, che intanto si erano dati ai saccheggi in territorio romano.

### Quarto consolato (446 a.C.)
Nel 446 a.C. venne eletto console per la quarta volta, insieme a Agrippa Furio Medullino Fuso.
Approfittando dei dissidi interni a Roma, tra Patrizi e Plebei, per l'ennesima volta Volsci ed Equi avevano razziato le campagne di Roma, arrivando impunemente fin sotto le mura della città. In quel frangente Tito Quinzio pronuncia un discorso al popolo romano riunito, riuscendo a far tornare la concordia tra le classi, che Tito Livio riporta per intero.
(Tito Livio, Ab Urbe condita, III, 4, 68)
Approntato in breve tempo l'esercito, Agrippa Furio cedette il comando delle proprie legioni a Tito Quinzio per affrontare più efficacemente lo scontro, un atto non dovuto, che gli valse la stima e riconoscenza del collega. Lo scontro fu breve e cruento, e i romani vittoriosi, tornarono in città con un grande bottino.
L'anno consolare fu però macchiato dalla decisione del popolo romano riunito, sobillato da Publio Scapzio, di avocare a Roma la proprietà di territori contesi tra Ardea e Ariccia, per i quali le popolazioni delle due città avevano chiesto il giudizio di Roma.

### Interrex (444 a.C.)
Nel 444 a.C., a seguito del decreto con cui gli auguri avevano dichiarato nulla l'elezione dei primi tre tribuni consolari eletti per quell'anno, Tito Quinzio fu nominato Interrex dai patrizi.
(Tito Livio, "Ab Urbe condita", IV, 7)
Alla fine i patrizi ebbero le meglio sui plebei, e Tito nominò Lucio Sempronio Atratino e Lucio Papirio Mugillano consoli per il resto dell'anno.

### Quinto consolato (443 a.C.)
Fu eletto al quinto consolato nel 443 a.C., insieme a Marco Geganio Macerino, al suo secondo consolato. In quell'anno fu istituita la magistratura del censore, soprattutto per alleviare i consoli dai compiti del censimento.
Mentre a Marco Geganio fu affidato il compito di ristabilire l'ordine ad Ardea, alleata di Roma, dove i plebei ardeatini assediavano i patrizi, asserragliati sulla rocca cittadina, Tito rimase a Roma per amministrare la città, riuscendo a garantire i diritti dei patrizi e della plebe, senza che per quell'anno si registrassero scontri tra i due ordini.

### Sesto consolato (439 a.C.)
Fu eletto al sesto consolato nel 439 a.C., insieme a Agrippa Menenio Lanato.
Lucio Minucio, eletto prefetto all'Annona anche per quell'anno, accusò Spurio Melio di complottare per restaurare la monarchia. Tito Quinzio, accusato dal Senato di non essersi adoperato abbastanza per scongiurare il complotto, propone di conferire a Cincinnato la dittatura, in modo che potesse agire con i pieni poteri della carica.
Scongiurato il complotto con l'uccisione di Spurio Melio ad opera di Gaio Servilio Strutto Ahala, sostenuto nel suo operato dal dittatore, i senatori dovettero però cedere alle pressioni dei tribuni della plebe, che per l'anno successivo il governo di Roma fosse retto dai tribuni consolari.

### Battaglia di Fidene (437 a.C.)
Nel 437 a.C., nella campagna militare contro Fidene, passata dall'alleanza con Roma a quella con Veio, i veieinti e i Falisci fu nominato legato dal dittatore Mamerco Emilio Mamercino, cui era stata affidata la conduzione della campagna militare.
Nello scontro, che vide il successo dei romani, a Tito Quinzio fu affidata l'ala sinistra dello schieramento romano, che si opponeva ai soldati etruschi, comandati da Tolumnio.